# 许尔文
许尔文（1961年—），女，中华人民共和国外交官，曾任中华人民共和国驻克罗地亚共和国特命全权大使。

## 生平
许尔文毕业于武汉大学外国语言文学学院英语专业。1982年，进入中华人民共和国外交部工作，先派往外交学院学习。1983年起，先后在外交部西欧司、驻英国大使馆、国务院外事办公室、驻美国大使馆任职，后任驻美国大使馆参赞。2000年，任外交部国际司参赞。2001年，任中央外事工作领导小组办公室参赞。2003年，任中央外办政策研究局副局长（正局级）。2007年，任驻美国大使馆公使衔参赞。2011年8月，出任中华人民共和国驻休斯敦总领事。2014年，任外交部正司级干部。2015年12月，出任中华人民共和国驻奥克兰总领事。2019年6月，出任中华人民共和国驻克罗地亚大使。2021年10月，自驻克罗地亚大使离任。

## 家庭
已婚，有一女。